# 十五国風
十五国風（じゅうごこくふう）は、各国の神降し・神招き・祭礼が記された「国風」を国や都市で区分し十五個に分けたものである。
「国風」とは、『詩経』の中に存在する詩のことを言い、「国」とは諸侯の封ぜられた地域であり、「風」とは民族歌謡の詩である。つまり「雅」「頌」が朝廷の宗廟を舞台にしたものに対し、「国風」は地方の都市や村落の社や聖地を発生基盤とした、神降し・神招きの歌をその原型とするものである。
「風」の語の所以については、『詩序』では「風は、風なり、教なり」という風が物をなびかせるように、上の教化が人々に及ぶことを言うものだとすると、本来の「風」とは全く関係ない「風」は「凡祭」の意味であり、招魂や祖先を祭るための祭礼と言った古代の風俗・風習の意味であるという家井真の説、又それと対照的に「風」と言う字は風俗・風諫・巫風その他いろいろと基本とする意義について探索されているけれどもそれはいずれも風と言う字に写定された以後について解釈されているものであって、原義ではなく殷代には、降神・招神を一般に「凡」と言いその儀礼を孝凡と言っており、「風」はこの音を映したものに過ぎないとする赤塚忠の説ががある。

## 周南・召南
国風の初めの二巻、周南十一篇及び召南十四篇を合わせて二南と呼ぶ。
周・召とは禹貢の雍州の岐山の陽（みなみ）の地名であり、周の先公の大王というものが、夷狄からの侵攻を避けてここに遷り王業を建てた。その後文王の時代になると、南国の江・漢・汝のあたりの諸侯まで従えるようになり、天下の三分の二は文王の徳治政治に帰することになる。
周南・召南の特色を知る手掛かりとして昔の書物にその記載を見ることができる。まず『周礼』鍾師に「射」つまり弓を射る礼の伴奏として「王は騶虞を奏し、諸候は貍首を奏し、卿大夫は采蘋を奏し、士は采蘩奏す」という記事がある。「貍首」は今の『詩経』にはない篇名であるが、他はみな召南に属する。そして「鍾師」は「金奏を掌する」とあることから、これらの音楽が「金奏」つまり金属楽器を用いたダイナミックなものであったことが想像されるがどの書物に関しても曖昧である。このうち「騶虞」篇は本文に見るように正しく狩りのことを詠った詩であり、射礼という長い間の伝承儀礼が持ち伝えてきた、『詩経』の中では最も古い類の古朴なものである。
周南・召南な各詩篇の特徴は「正風」と称された如く、激しい怨嗟や激情ではなく穏便な感情のもとに歌われた歌謡が多く、祭祀そのものを歌った詩や神霊をかけて祈願や予祝を歌ったものがほとんどである。それが後に儀式において金奏で歌われ洋洋として耳に満つるメロディーを伴うものであったことから考えてこの周南・召南の二南は、社祭に根ざした格調高い祭祀歌であった。この二南を読み返せば、そこにはすべてを文王の徳化には結びつけられない、もっと古い時代の風習がうたわれていることがわかる。
さらに周南・召南は意識編集の跡の顕著なものである。ある祭歌楽の職能集団が伝えていたもの、召南が先になって周南は相和されたことを明らかにすることができるとし、この二南が本来一まとまりの祭歌楽であったことを指摘する。
周南・召南の「南」については何を意味するかについては未だ未定である。二公の徳教が岐より南国の地に行かれたことを言うとするが、これはもとより漢儒の付会である。また、「南は楽器の名でその楽調をいう語であろう」と言い、「南」は南人と呼ばれ苗人の用いる銅鼓の名であるとする説がある。

## 邶風・鄘風・衛風
邶風十九篇、次の鄘風十篇、衛風十篇は本来すべて衛国の歌であった。『春秋左氏伝』に襄公二十九年に呉の季札が魯を訪れた際、邶・鄘・衛の歌を聞き、「其れ衛の風か」と、三国風をまとめて衛風と呼んでいること、また同じく『春秋左氏伝』襄公三十一年に邶風「柏舟」篇の二句「威儀棣棣、不可選也」を引いて「衛詩」と言っていることからそれはわかる。『漢書』芸文志によれば魯・斉・韓の『三家詩』は二十八巻であり、『毛詩故訓伝』は三十巻である。それは『毛詩』が三巻に分けたまた邶・鄘・衛の詩を、『三家詩』は一巻としてまとめていたためである。つまり邶風・鄘風・衛風の所謂「三衛」は、等しく一国（衛）に帰すると考えて間違いないのである。なぜ本来ひとまとまりであった衛風を、邶風・鄘風・衛風の三風に分けたということについては、衛の詩があまりにも多い（三十九篇）ので、古い地名を借りて邶・鄘・衛の三国風都名付けたであろう王国維の説で納得できよう。
邶は『説文』に「邶は故の商の邑、河内朝歌以北是れなり」とあり、武王に滅ぼされた商（殷）の都のある土地だった。鄭玄の『詩譜』によれば、武王が紂王（帝辛）を伐った後、その都を紂王の子の武庚に封じ、その地を三分して管叔鮮・蔡叔度・霍叔処の三監を置いて監督とした。そして紂王の城（朝歌）より北を邶と言い、南を鄘と言い、東を衛と言った、という。しかし、邶・鄘・衛という称は必ずしも武王伐紂の後のものと考えられず、三者の位置関係については未だ明らかになっていない。いずれにしてもこの三国風はみなかつて殷の国として栄えた土地の歌謡である。
『毛詩大序』では周南・召南の正風のように安定した歌いぶりに比べ、邶風以下十三風は嘆きや憂いを訴えるものが多く見られるため、変風と呼ばれている。

## 王風
王というのは周の東都洛邑で、その範囲は畿内六百里四方の範囲だという。周の初めの頃の状況は、文王は豊という地（現在の陝西省西安市豊水西岸付近）に都を置いたが、武王が殷を滅ぼした後、豊からさほど離れていない鎬（現在の陝西省西安市の西）を都とした。周公がどの諸侯からも等距離の地ということで洛邑を諸侯に朝見するための場所と定めた。これより豊・鎬を一まとめにして西都と呼び、洛邑を東都と呼んだ。以来、短期間を除いて歴代周王は西都に居住した。西周の末、幽王が褒姒を溺愛して伯服を生んで、彼を後継にするために、申后と太子の宜臼（ぎきゅう）を廃立した。そのため生命の危険を感じ、宜臼は母の里、中国に亡命した。申侯は怒り、犬戎の援護を得て、周を攻め、幽王を殺してしまった。紀元前770年、晋の文侯・鄭の武公は申に出向き宜臼を天子として迎えた。これが平王である。平王は遷都し、東都つまり洛邑に都を置いた（これを周の東遷と呼び、これ以前を西周といい、これ以後を東周という）。
ここの王風は東遷（天子が遷都し、東都つまり洛邑に都を置くこと）以降、かつその東周の領地内の詩を集めたものである。都を移さざるを得ない状況下、王室に昔日の勢いすでに無く、王室といえども普通の諸侯と変わらない勢力となった。したがって、東遷以降の詩は雅と呼ばず諸国なみに風と称すのである。しかしながら王号はまだ存続していたので周風と言わず王風というのである。
上の周王朝の詩ながら雅とせず風とする説はもともと鄭玄の『詩譜』に基づき朱子もそれを踏襲したものであるが、鄭漁仲の説に近い作者の階級による違い、つまり雅は士大夫の作、風は在野、民間の人の作とする考え方に傾いている。

## 鄭風
鄭風は、鄭国で行われた風（神祭りの詩）である。鄭の国は「鄭譜」及び「集伝」によると、また西都畿内の棫林の地にあり、宣王が弟の王子友に封じたものである。後に幽王の司徒となり、犬戎の難に死んだこの友が、鄭の桓公である。その子の武公は平王を東都に定めて司徒となり、虢・檜の地を得てそこに徙り新鄭となした。これが現在の鄭州市である。新鄭、すなわち河南の鄭州は、洛水を右にし、済水を左にし、崋山を前にし、黄河を後にし、溱水・洧水を領有する地である。
鄭は衛とともにもと殷の地であり、古くから文化が開け、商業活動なども活発な土地であったらしい。鄭・衛の風が特に亡国の音と称され、呉の季札が鄭風を聞いて、「美なるかな。其の細已甚（はなはだ）し。民堪はざるなり。是れ其れ先に亡びんかと評したことは、その文化の先進性と成熟度を称するものである。

## 斉風
斉風は、斉国の歌謡（訳者は宗教詩、つまり斉国の降神・招神歌と考えている）を収録したもの。旧来、意味不明の詩が多いとされた。
この斉国とは、太公望呂尚が封ぜられた国で、現在の山東省の大部分を領有した大国である。営丘に都した。集伝も「もともと少昊の世に爽鳩氏のいた地である。『尚書』によると九州の青州の地に当たり、周の武王が商に克って後、太公望呂尚に封じた。その封域は東は海に至り、南は穆陵に至り、北は無棣に至った。太公望呂尚は姜姓で、周王朝の姫姓とは異なり、異姓の国（外様の大名）であった。太公望が斉に封ぜられてから、工商が盛んになり、魚塩の利があり、人民は多く帰服した。そのため、強国となった」と説明する。
ここに収録されている十一篇はどのような詩か。鄭譜は、斉風の詩を太公望呂尚より五代を隔てた哀公に至って、荒淫（過度に情欲にふけること）怠慢で、政治の衰え、懿王の時、人に讒せられて煮殺され、そのため斉の変風が始めて起こったこと解し、詩序も、「鶏鳴」「還」の詩篇はみな荒淫怠慢な哀公を刺り、「南山」以下の「甫田」「盧令」「敝笱」「載駆」「猗嗟」の六篇は、さらに八代を隔てた襄公の不倫（妹の文姜と不貞については斉風「南山」篇の「余説」参照）を刺る詩篇であると解する。この詩序の解は、孔子が最終的な整理をしたと言われる『春秋』に、魯の桓公十八年（紀元前694年）に桓公が斉に赴いて暗殺されたとあり、それを『春秋左氏伝』が文姜との不倫が発覚したためのと解釈したことによっている。つまり、この文姜説話に付会したのである。
概括していうなら両説とも、詩篇の解釈を史実、又は説話を根拠にした美刺的な解釈法（道徳的・政治的な批判）によっているのである。この解釈法は宋代まで絶大な威力を持ち、『詩経』学において、確固たる不動の地位を築いた。

## 魏風
魏風の魏は国名である。現在の山西省南部にあった。古代の聖王の舜・禹がその昔、ここに都を置いた地である。魏国の範囲は、黄河が大きく曲がっているところを南限に、北は汾水までであった。平野に乏しく、そこの民は貧しく倹約の風俗が強いところであった。たぶん、舜・禹たち聖賢の遺風が残っていたのであろう。周の初め、周と同姓（姫姓）の者の封じたが、のち、晋の献公がそれぞれを滅ぼし（紀元前661年）、畢万に与えた。
蘇轍が「魏の地は、晋に編入されて久しい。ここに収められている詩もたぶん晋のために作られたものであろう。したがって唐風の前に置かれている。ちょうど邶風、鄘風と衛風の関係ようなものである」というのを集伝に援用する。つまり、
朱子は、邶風・鄘風といってもその実、衛風であるように、魏風とそのあとの唐風とは晋風の一部分であると見ていたのであろう。また、その根拠として朱子は、魏風の詩篇中、「公行」「公族」「公路」の官職名であるから、魏風はすべて晋の詩であろうか。魏にもこの官職があったのか。と断定せずに疑問のままにしている。

## 唐風
唐風は、晋国で行われた風（神祭りの詩）十二篇を収める。唐とは帝堯の旧都の地であり、太原の晋陽がそれにあたる。堯の時代にはこの地にあったが、後に河東の平陽に遷った。周の成王が弟の叔虞をこの堯の故墟に封じた時には「唐侯」と称したが、その子の燮（しょう）の世になると、これを「晋侯」と改めた。国の南にある「晋水」に拠った命名である。後に曲沃に徙り、更に絳に徙った。その領域は、禹貢の冀州にあり、太行山・恒山の西、太原・太岳の野に広がる。
唐風の特徴として、「其の地、土瘠せ民貧しく、勤倹質朴、憂深く思遠なり」と評する説と、「唐の変風」について、それを吝嗇に過ぎる性格の故とする。だが、思うにこれらは、唐風第一篇「蟋蟀」篇中に「無已大康、職思其居…」、及び同第二篇「山有枢」篇中に「子有衣裳、弗曳弗婁、子有車馬、弗馳弗駆…」の句からの敷衍による評語であり当たらない。とくに後者については、それが吝嗇を表すものではないことについては後述する如くである。
唐風十二篇を概観するに、ほかの国風と特に著しく変わった部分は少ない。その大半は宗廟における祭祀歌であり(「蟋蟀」篇・「山有枢」篇・「揚之水」篇・「椒聊」篇・「有杕之杜」篇)、他に祝頌歌(「綢繆」篇)、詛歌(「杕杜」篇・「鴇羽」篇)、歌垣の戯れ歌(「羔裘」篇・「無衣」篇・「采苓」篇)、悼亡歌(「葛生」篇)などが混じっている。強いて唐風の特徴を言うならばそれは編集に自覚があるということである。詩のほとんどが(十二篇中十一篇)三章あるいは二章から構成され、各章の句数・句形・押韻などは非常に整っている。これは、詩が原初的な形から発展し、形式の上で安定度を増したことを意味しよう。と同時に、四字句が中心の詩中に、五字句・六字句が多く混じってくる現象は、確立した形式からの更なる歌謡の多様化を表すものであろう。春秋呉の季札の唐風に対する「思い深きかな。其れ陶唐氏(堯)の遺民有るか。然らずんば、何ぞ其れ憂ふることの遠きや。令徳の後に非ずんば、誰か能く是の如くならんや」という評は、唐風のこの自覚的に編集された跡をのこす安定したうたいぶりに対する評価と言えるであろう。

## 秦風
「秦」については、「隴西の谷名、禹貢に於て、雍州の鳥鼠山に近し。堯の時、伯翳という者有り、実に皋陶の子なり。禹を佐(たす)けて水を治む。水土既に平ぐ。舜、命じて虞官と作(な)し、上下艸木鳥獣を掌らしむ。姓を賜ひて嬴と曰ふ。夏商の興衰を歴(へ)て、亦世々人有り。周の孝王、伯翳の末孫非子をして馬を汧渭の間に養はしむ。孝王、伯翳能く禽獣の言を知り、子孫絶えざるが為に、故に非子を封じて、附庸と為し、之を秦に邑す。非子の曾孫秦仲に至りて、宣王又命じて大夫と作(な)し、始めて車馬礼楽侍御の好有り。国人、之を美(みよ)し、秦の変風始めて作(お)こる」とある。
秦風十篇うち、「車鄰」篇以下の五篇は、秦仲からの秦の創業時代について歌ったものであり、後の五篇は、これより百年後の穆公・康公の時代について歌ったものであるとする。

## 陳風
「陳」については、鄭玄の『詩譜』譜には「陳は、大皞虙戯氏の墟なり。帝舜の冑に、虞閼父といふ者有り、周武王の陶正為り。武王、其の器用に利なると、其の神明の後なるとに頼りて、其の子嬀満を陳に封じて、宛丘の側に都せしめ、是を陳の胡公と日ふ。以て三恪に備へ、妻はす元女太姫を以てす。其の封域、禹貢の豫州の東に在り。其の地広平にして、名山大沢無く、西は外方を望み、東は盟潴に及ばず。太姫子無く、巫覡祷祈鬼神歌舞の楽を好み、民俗化して之を為せり。五世にして幽公に至り、厲王の時に当たり、政衰へ大夫淫荒し、為す所度無し。国人傷みて之を刺り、陳の変風作（お）こる」とある。
「毛序」には、「宛丘」篇、及び「東門之枌」篇の二篇を幽公の時代のもの、「墓門」篇を文公の子の公子他を刺ったもの、「株林」篇、及び「沢陂」篇の二篇を霊公を刺ったものとする。

## 檜風
「檜」は『春秋左氏伝』『国語』には「鄶」に作り、『漢書』地理志には「會」に作る。鄭玄の『詩譜』には「檜は、古の高辛氏の火正祝融の墟なり。檜国は、禹貢の豫州の外方の北、滎波の南に在り、溱洧の間に居り。祝融氏、名は黎、其の後の八姓、唯妘姓、檜のみは其の地に処る。周の夷王・厲王の時、檜公、政事を務めずして好みて衣服を潔くす。大夫之を去る。是の於て檜の変風始めて作る。その国の北、虢に隣る」とあり、収録されている詩篇は四篇のみである。
境武男は「檜風は鄭風の一部であって、むしろ、魏・唐・秦などの前に編次すべきものである。ここに収められて物は僅かに四篇のみであるが、おそらく鄭風の篇数が多いことや羔裘篇が重複して見えることなどからその一部が除外せられて檜国としてまとめられたのだろう。句形にも鄭・檜に相通じるものが見られて、いわば付録の形で独立したようである。これを特に一国として建てれば、西周時代の作品ということになり、鄭玄も西周の夷王・厲王時代の作とみている。しかし、やはり東周のものと見るべきであろう」と論ずるが、よくわからない。

## 曹風
曹は兗州陶丘の国名である。26代曹伯陽の時、宋に滅ぼされたとされる。

## 豳風
「豳」は、后稷の曾孫の公劉のことを言う。
収録詩篇は7篇で、『毛序』はこれらすべてを周公旦に関連づけた内容である詩であるとした。